# Klasifikace podnebí
| Af Am Aw | BWh BWk BSh BSk | Csa Csb | Cwa Cwb Cwc | Cfa Cfb Cfc | Dsa Dsb Dsc Dsd | Dwa Dwb Dwc Dwd | Dfa Dfb Dfc Dfd | ET EF |

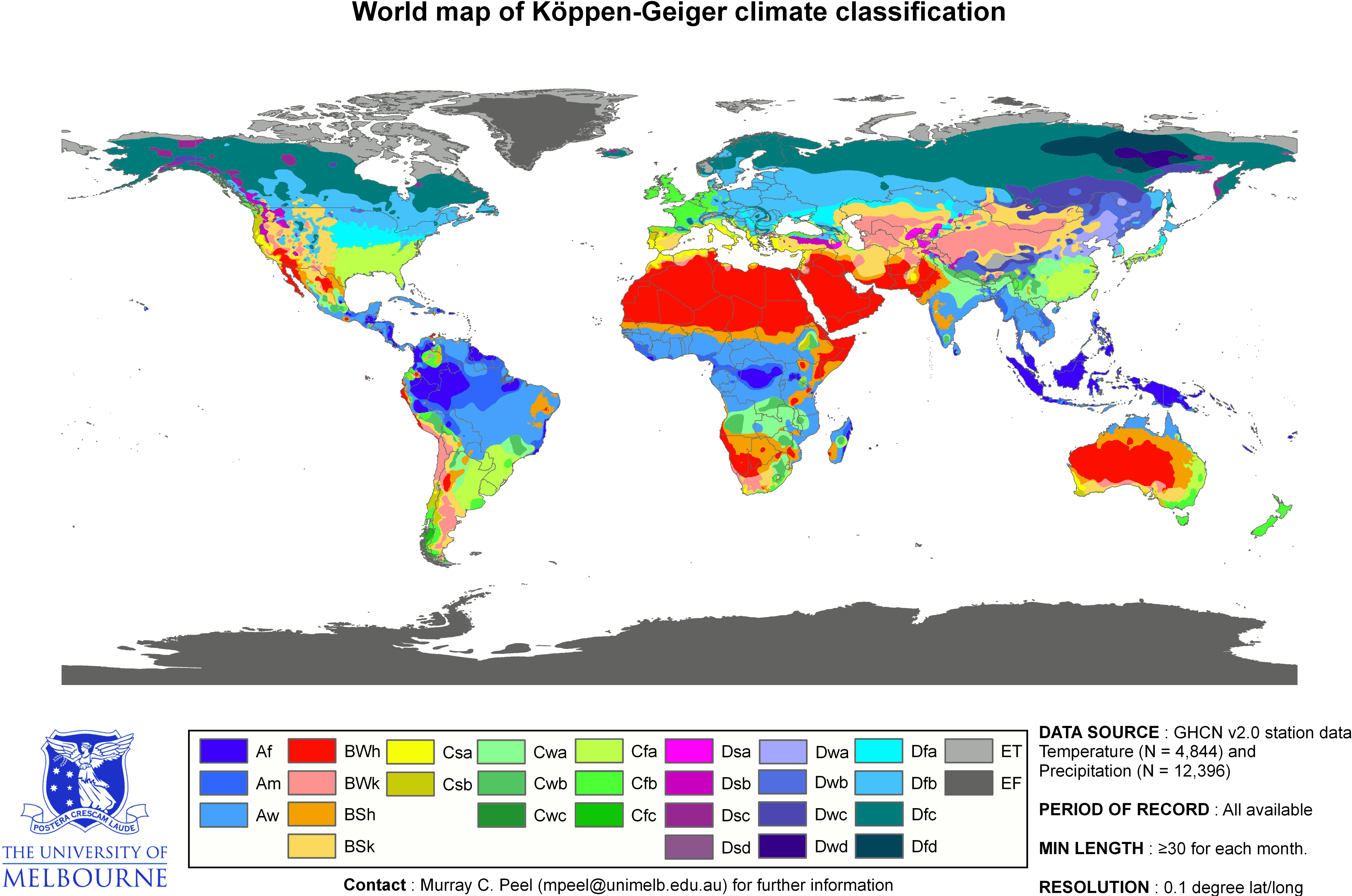
Köppenova klasifikace podnebí je nejpoužívanější a nejrozšířenější klasifikace podnebí. Řadí se mezi tzv. konvenční metody klasifikace. Svět rozděluje do 5 hlavních klimatických pásů, ty člení do 11 typů a u nich ještě dále rozlišuje jejich podtypy. Jednotlivé oblasti jsou popisovány dvou- až třípísmennou zkratkou.
Af
Am
Aw
BWh
BWk
BSh
BSk
Csa
Csb
Cwa
Cwb
Cwc
Cfa
Cfb
Cfc
Dsa
Dsb
Dsc
Dsd
Dwa
Dwb
Dwc
Dwd
Dfa
Dfb
Dfc
Dfd
ET
EF

Klasifikace podnebí je roztřídění jednotlivých podnebí (klimatů) do podnebných typů a vymezení těchto typů do podnebných oblastí rozprostřených po Zemi. Třídění probíhá podle mnoha kvalitativních a kvantitativních hledisek. Klasifikace podnebí rozdělujeme do dvou skupin, a to na konvenční a genetické. Vůbec nejrozšířenější a nejpoužívanější klasifikací je Köppenova klasifikace podnebí, která spadá do konvenčních klasifikací.České podnebí je nejčastěji určováno pomocí Köpenovy či Quittovy klasifikace.

## Konvenční klasifikace podnebí
Konvenční klasifikace člení podnebí podle hodnot jednoho nebo více měřených údajů meteorologických prvků (například teplota vzduchu či srážky), případně dle výčtem typických rostlinných znaků konkrétní krajiny. Řadíme mezi ně například Köppenova, Bergovu, Penckovu či Thornthwaitovu klasifikaci.

### Köppenova klasifikace podnebí
Köppenova klasifikace je nejpoužívanější a nejrozšířenější klasifikací podnebí a jejím autorem je německý klimatolog Wladimir Köppen. Klasifikace je utvořena podle rozložení teplot vzduchu a atmosférických srážek ve vztahu k vegetaci. Vznikla již roku 1884 přepracováním tzv. Suppanovy klasifikace a původně byla založena na průběhu ročních izoterm, délce trvání teplot a rostlinstvu a vegetaci. K jejímu přepracování došlo roku 1918 na základě zohlednění většího množství získaných meteorologických dat. Poslední úprava proběhla v roce 1936 ve spolupráci s německým klimatologem Rudolfem Geigerem (někdy je taky proto klasifikace označovaná jako Köppenova-Geigerova klasifikace) a je založena „na teplotním a srážkovém režimu a jeho vlivu na biotu krajiny.“
V Köppenově klasifikaci je stanoveno 5 hlavních klimatických pásem s 11 základními klimatickými typy. Klimatická pásma jsou značena velkými písmeny: A, B, C, D, E.

### Quittova klasifikace podnebí
Systém klasifikace vytvořil český klimatolog Evžen Quitt a publikoval ho roku 1971 v díle Klimatické oblasti Československa. Vycházel ze shromážděných dat v období let 1901 – 1950. Rozlišoval 23 druhů území v Československu s různým typem podnebím, které se liší podle 14 různých charakteristik:
- počet letních, mrazových a ledových dnů
- počet zamračených a jasných dnů
- počet dnů se sněhovou pokrývkou
- počet dnů alespoň se srážkami 1 mm
- průměrnou teplotou vzduchu ve vybraných měsících (leden, duben, červenec, říjen)
- srážkové úhrny za vegetační a mimo vegetační období
- počtem dní, kdy průměrná denní teplota přesáhla 10 °C.

Klima níže položených oblastí rozdělil na 5 teplých klimatických jednotek (T1 nejchladnější nejvlhčí, T5 nejteplejší nejsušší), na 11 mírně teplých (MT1 nejchladnější nejvlhčí, MT11 nejteplejší nejsušší) a na 7 chladných jednotek(CH1 nejchladnější, CH7 nejteplejší) . Na území samostatné ČR se nachází pouze 13 jednotek.

### Bergova klasifikace podnebí
Bergovu klasifikaci podnebí vytvořil ruský klimatolog Lev Semjonovič Berg. Klasifikace odpovídá přírodním krajinným celkům Země a hranice podnebných oblastí tvoří přirozené hranice přírodních formací vegetace, půdních druhů a jiných fyzickogeografických poměrů. Berg ve své klasifikaci uvádí ekvivalenty i pro výškovou pásmovitost (měnící se s nadmořskou výškou). Celkem vyčleňuje 11 typů podnebí pro nížiny a 6 typů podnebí pro náhorní plošiny. Jde o:
| typy podnebí nížin 1. podnebí tundry 2. podnebí tajgy 3. podnebí listnatých lesů mírného pásma 4. monzunové podnebí mírných šířek 5. podnebí stepí 6. středomořské podnebí 7. podnebí subtropických lesů 8. podnebí mimotropických pouští 9. podnebí tropických pouští 10. podnebí savan 11. podnebí vlhkých tropických pralesů |  | typy podnebí náhorních plošin 1. podnebí náhorních polárních rovin 2. podnebí horských stepí mírného pásma 3. podnebí horských pouští mírného pásma 4. tibetský typ podnebí vysokohorských pouští 5. podnebí horských savan |

## Genetická klasifikace podnebí
Genetická klasifikace člení podnebí podle základních podmínek jeho vzniku, mezi které řadíme například planetární vzdušnou cirkulaci či převládající výskyt vzduchových hmot. Příkladem genetických klasifikací jsou Alisovova či Flöhnova klasifikace.

### Alisovova klasifikace podnebí
Alisovova klasifikace je nejpoužívanějším typem genetické klasifikace podnebí a jejím autorem je ruský klimatolog Boris Pavlovič Alisov. Podnebí rozděluje podle převládajícího výskytu základních vzduchových hmot do celkem 7 různých pásů. Jde o:
1. ekvatoriální pás (rovníkový)
2. subekvatoriální pás (rovníkových monzunů)
3. tropický pás
4. subtropický pás
5. mírný pás
6. subarktický pás (též subantarktický)
7. polární (arktický a antarktický pás)

### Flöhnova klasifikace podnebí
Flöhnova klasifikace naproti tomu vychází ze všeobecné cirkulace atmosféry. Vymezuje čtyři pásy proudění vzduchu, které se v průběhu roku posouvají (důsledkem změny výšky Slunce nad obzorem). Jde o:
1. rovníkový pás západních větrů
2. pasátový pás východních větrů
3. mimotropický pás západních větrů
4. polární pás východních větrů